# Axênico
Em biologia, axênico descreve o estado de uma cultura na qual apenas uma única espécie, variedade ou cepa de organismo está presente e totalmente livre de todos os outros organismos contaminantes. As primeiras culturas axênicas foram de bactérias ou eucariotos unicelulares, mas culturas axênicas de muitos organismos multicelulares também são possíveis. A cultura axênica é uma ferramenta importante para o estudo de organismos simbióticos e parasitas em um ambiente controlado.

## Preparação
Culturas axênicas de microrganismos são normalmente preparadas por subcultura de uma cultura mista existente. Isso pode envolver o uso de uma série de diluições, na qual uma cultura é sucessivamente diluída até o ponto em que subamostras dela contenham apenas alguns organismos individuais, idealmente apenas um único indivíduo (no caso de uma espécie assexuada). Essas subculturas podem crescer até que a identidade de seus organismos constituintes possa ser determinada. A seleção das culturas que consistem apenas do organismo desejado produz a cultura axênica. A seleção da subcultura também pode envolver a amostragem manual do organismo alvo de uma frente de crescimento não contaminada em uma cultura mista e o uso disso como fonte de inóculo para a subcultura.
As culturas axênicas geralmente são verificadas rotineiramente para garantir que permaneçam axênicas. Uma abordagem padrão com microrganismos é espalhar uma amostra da cultura em uma placa de ágar e incubar por um período fixo de tempo. O ágar deve ser um meio enriquecido que suporte o crescimento de organismos "contaminantes" comuns. Esses organismos "contaminantes" crescerão na placa durante esse período, identificando culturas que não são mais axênicas.

## Uso experimental
Como as culturas axênicas são derivadas de poucos organismos, ou mesmo de um único indivíduo, elas são úteis porque os organismos presentes nelas compartilham um fundo genético relativamente estreito. No caso de uma espécie assexuada derivada de um único indivíduo, a cultura resultante deve consistir em organismos idênticos (embora processos como mutação e transferência horizontal de genes possam introduzir um grau de variabilidade). Consequentemente, eles geralmente responderão de forma mais uniforme e reprodutível, simplificando a interpretação dos experimentos.

### Problemas
A cultura axênica de alguns patógenos é complicada porque eles normalmente prosperam em tecidos hospedeiros que exibem propriedades difíceis de replicar in vitro. Isto é especialmente verdadeiro no caso de patógenos intracelulares. No entanto, a replicação cuidadosa das principais características do ambiente do hospedeiro pode resolver essas dificuldades (por exemplo, metabólitos do hospedeiro, oxigênio dissolvido), como acontece com o patógeno da febre Q, Coxiella burnetii.